# Кортија (Лука)
Кортија је насеље у Италији у округу Лука, региону Тоскана.
Према процени из 2011. у насељу је живело 66 становника. Насеље се налази на надморској висини од 651 м.